# Lindernia cymulosa
Lindernia cymulosa é uma espécie botânica do gênero Lindernia pertencente à família Linderniaceae.